# جزیره رایت (استرالیای جنوبی)
جزیره رایت (استرالیای جنوبی) (به انگلیسی: Wright Island (South Australia)) یک منطقهٔ مسکونی در استرالیا است که در Encounter Bay واقع شده‌است.